# Gerrit Vixseboxse
Gerrit Vixseboxse (ur. 7 marca 1884 w Almelo, zm. 11 stycznia 1963 w Holten) – holenderski polityk i menedżer, deputowany krajowy i europejski.

## Życiorys
Przez wiele lat był właścicielem i członkiem rady dyrektorów fabryki tekstyliów. Od 1945 do 1954 pozostawał zastępcą sędziego sądu gminnego w Almelo, kierował również tamtejszym klubem Rotary International. Działał w Unii Chrześcijańsko-Historycznej. Z jej ramienia w latach 1946–1963 zasiadał w Eerste Kamer, od 1960 jako wiceprzewodniczący ze względu na bycie najstarszym deputowanym. Był oddelegowany do Zgromadzenia Europejskiej Wspólnoty Węgla i Stali (1952–1957) oraz jako zastępca do Zgromadzenia Parlamentarnego Rady Europy (1952–1957).
Syn Jana i Attje. Od 1913 żonaty z pochodzącą z Niemiec Minną Wurtzburg, mieli czworo dzieci.